# جيني يونسن
جيني يونسن (بالنرويجية: Jennie Johnsen)‏ (و. 1977  م) هي سياسية نرويجية، هي عضوةٌ الحزب الليبرالي.

## مناصب
تولت منصب نائب عضو برلمان النرويج ‏.